# Zeppブルーシアター六本木
Zeppブルーシアター六本木（ゼップブルーシアターろっぽんぎ）は、東京都港区六本木にあった劇場。客席数901席。

## 概要・歴史

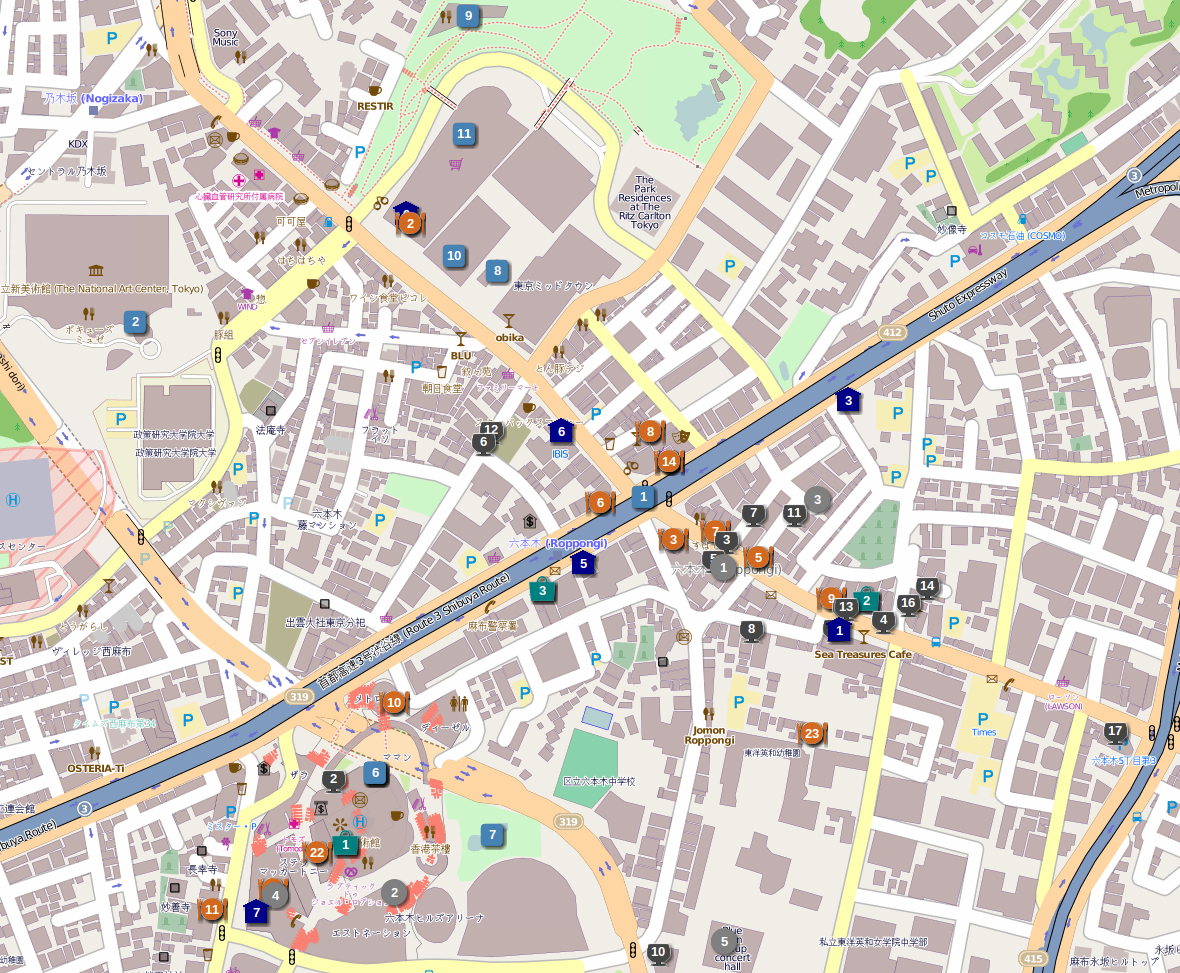
六本木中心部の地図。灰色で囲んだ⑤の位置に「Blueman Group concert hall」と書かれているのがZeppブルーシアター六本木である。

明治時代に東京川崎財閥の屋敷が存在し、戦後には外国人向け高級住宅「川崎ハウス」として使われていた土地に2007年12月1日、ブルーマンのアジア初となる日本でのロングラン公演の専用常設劇場として開設。法人向け一括請求サービスを展開する株式会社インボイスが命名権を取得し「インボイス劇場」として開場された。
劇場内は黒で統一、照明機材に徹底した明かりモレ防止とハレーション対策を施すなど、ブルーマンのパフォーマンスに最適となるよう構築。ロンドンおよびアムステルダムの専用劇場と同規模の900席となっている。2009年9月には来場者40万人を超え、同年11月29日で千穐楽をむかえるが、直後から熱烈なラブコールを受け、異例のスピードでの再演が決定した。
2010年4月29日からの再演にあたり、劇場名は「六本木ブルーマンシアター」と変更された。ブルーマングループの公演は4年に及び、2012年3月31日までの通算1388公演をもって幕を下ろした。
2012年4月、ブルーマン公演の終了に伴い「六本木ブルーシアター」と改称。同年9月から12月にはマイケル・ジャクソンの軌跡を辿るライブ『THRILLER LIVE／スリラーライブ』 が開催された。
2013年4月からは芸能プロダクションアミューズと業務提携し、「アミューズ・ミュージカルシアター」と改称してオープン。開業当初は韓国ミュージカル専用とし、年間8〜10作の韓国のミュージカルが上演する予定であった。しかし客席の半分も埋まらないなど稼働率が低く興行的にも失敗したことから方針を転換。同年12月にはアミューズ所属のアイドルグループさくら学院のライブイベント、ゴスペルミュージカルなどを開催。虎姫一座による『東京モダンガールズ　～天海からの贈りもの～』公演の千秋楽公演となった2014年4月6日をもって劇場使用契約が満了。わずか1年で閉館となった。
2014年4月以降は再び名称が「六本木ブルーシアター」に戻る。舞台のほか、乃木坂46や@JAMなどライブイベントも開催されるようになる。
2015年1月1日付でZeppライブ、劇場の所有・管理者であるトリックスターエンターテインメントなど8社の共同運営による「Zeppブルーシアター六本木」として再開業。
2017年11月12日に土地使用契約の終了に伴い閉館。劇場の所有・管理者のトリックスターエンターテインメント株式会社（旧ブルーマングループ株式会社）は劇場の移転先を探している。劇場の跡地は六本木五丁目西地区再開発の区域に入っており、2025年度より開発される予定となっている。

## 公演
- ブルーマン
- 幕が上がる
- おかあちゃん～コシノアヤコ物語（2014年12月2日～7日）台本・演出：上杉祥三、出演：秋吉久美子、月船さらら、宮地真緒、中西悠綺、冴木杏奈、上杉祥三ほか[24][25]。

## 運営会社
（2015年1月1日現在）
- Zeppライブ
- パルコ
- トリックスターエンターテインメント
- クリエイティブマンプロダクション
- ディー・バイ・エル・クリエイション
- イープラス（旧 エンタテインメントプラス）
- ローソンHMVエンタテイメント
- ぴあ

## 交通アクセス
- 東京メトロ日比谷線六本木駅 徒歩12分
- 東京メトロ南北線・都営地下鉄大江戸線麻布十番駅 徒歩10分